# Arthur Lewis Sifton
Pour les articles homonymes, voir Arthur Lewis et Lewis.
Arthur Lewis Sifton (né le 26 octobre 1858 au Comté de Middlesex en Ontario et décédé le 21 janvier 1921 à Ottawa dans la même province à l'âge de 62 ans) était un homme politique canadien qui a été premier ministre de l'Alberta de 1910 à 1917.